# Rhynchospora cephalantha
Rhynchospora cephalantha är en halvgräsart som beskrevs av Asa Gray. Rhynchospora cephalantha ingår i släktet småag, och familjen halvgräs. Inga underarter finns listade i Catalogue of Life.